# Роберт Ф. Кеннеди Мемориэл Стэдиум
«Ро́берт Ф. Ке́ннеди Мемо́риэл Стэ́диум» (англ. Robert F. Kennedy Memorial Stadium, «стадион имени Роберта Ф. Кеннеди») или, сокращённо, «РФК Стэдиум» — многофункциональный стадион, расположенный в Вашингтоне, США.
Стадион был построен в 1961 году. С тех пор являлся домашним полем команды НФЛ по американскому футболу «Вашингтон Редскинз» (1961—1996), бейсбольных команд МЛБ «Вашингтон Сенаторс» (1962—1971, ныне «Техас Рейнджерс») и «Вашингтон Нэшионалс» (2005—2007), футбольного клуба МЛС «Ди Си Юнайтед» (1996—2017). На стадионе проходили футбольные матчи Суперкубка Италии 1993 года, Чемпионата мира 1994 года, Олимпийских игр 1996 года и Чемпионата мира среди женщин 2003 года. Закрыт в 2017 году. Предполагается к сносу в 2022 году.

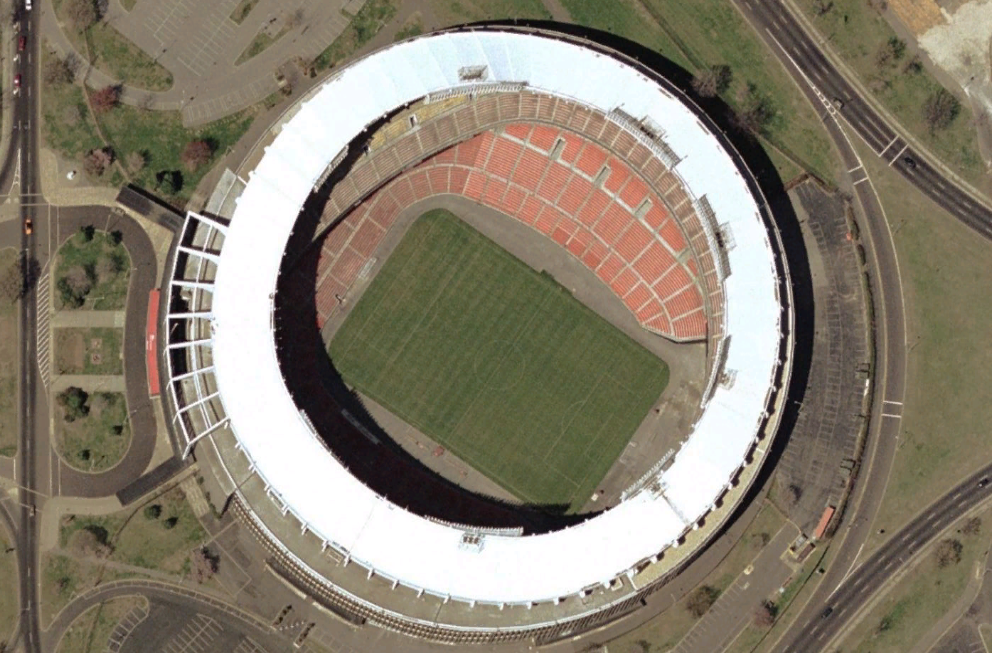
Вид со спутника

## Посадочные места

### Бейсбол
- 43500 (1962—1970)[1]
- 45016 (1971—2004)[1]
- 45596 (2005—2017)[1]

### Футбол
- 50000 (1961—1969)[2]
- 53039 (1970—1972)[3]
- 54398 (1973—1974)[4]
- 55004 (1975—1979)[5]
- 55045 (1980—1983)[6]
- 55431 (1984)[7]
- 55750 (1985—1991)[8]
- 56454 (1992—1996)[9]

## Название стадиона
Стадион был открыт в октябре 1961 года и был назван Стадионом округа Колумбия. Стадион был переименован в 1969 году в честь сенатора и кандидата в Президенты США Роберта Ф. Кеннеди, убитого в предыдущем июне в Лос-Анджелесе. Министерство юстиции времён Кеннеди сыграло важную роль в десегрегации команд американского футбола.

## Проводившиеся мероприятия

### Американский футбол
- В 1961—1996 годах был домашней ареной команды НФЛ «Вашингтон Редскинс».
- В 2008—2012 годах здесь проводился «Милитари Боул».

### Бейсбол

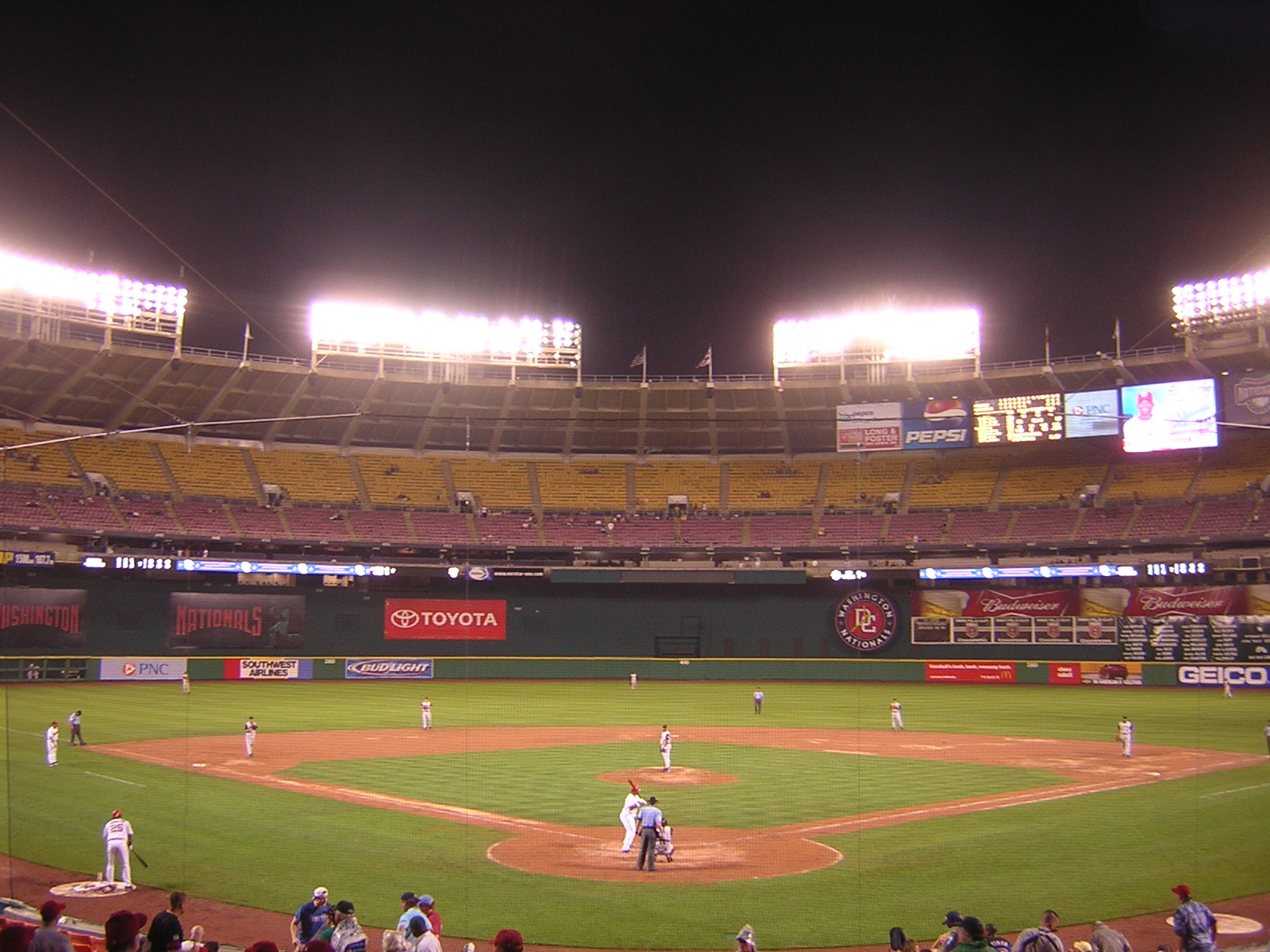
Бейсбол на РФК (2005)

- В 1962—1971 годах являлся домашним стадионом команды МЛБ «Вашингтон Сенаторс».
- С 2005 по 2007 годы здесь проводила свои домашние матчи команда МЛБ «Вашингтон Нэшионалс».

### Футбол
- В 1996—2017 годах являлся домашней ареной клуба МЛС «Ди Си Юнайтед».
- В 1967—1971 годах являлся домашней ареной клуба НАСЛ «Вашингтон Дартс», а позже «Вашингтон Дипломатс».
- В 2001—2003 и 2009—2010 годах был домашним стадионом женского клуба «Вашингтон Фридом».

#### Матчи чемпионата мира по футболу 1994

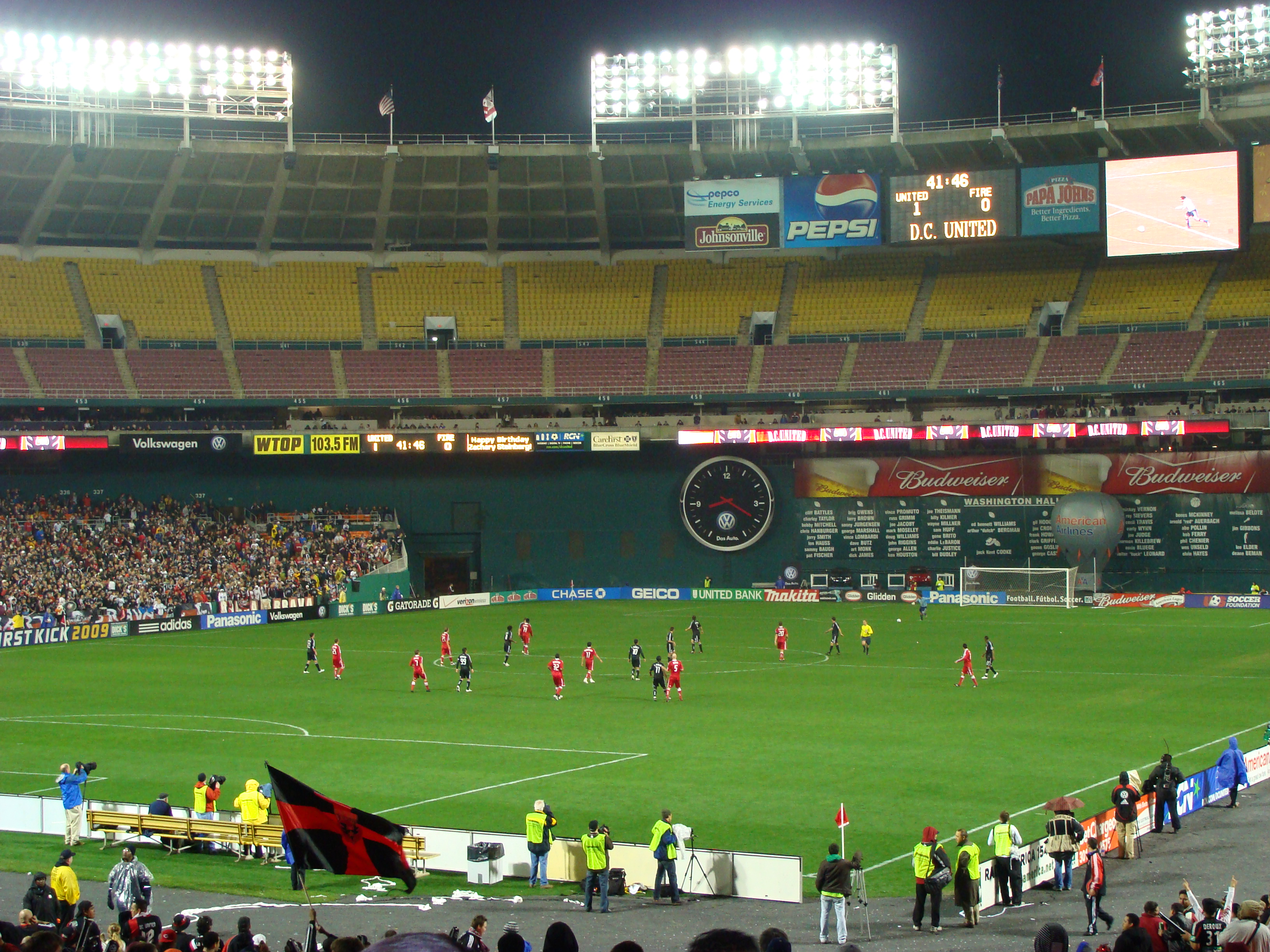
«РФК Стэдиум» во время футбольного матча (2009)

| Дата       | Время (EST) | Ком. № 1   | Рез.. | Ком. № 2          | Раунд      | Зрители |
| ---------- | ----------- | ---------- | ----- | ----------------- | ---------- | ------- |
| 1994-06-19 | 16:00       | Норвегия   | 1:0   | Мексика           | Группа E   | 52 395  |
| 1994-06-20 | 19:30       | Нидерланды | 2:1   | Саудовская Аравия | Группа F   | 50 535  |
| 1994-06-28 | 12:30       | Италия     | 1:1   | Мексика           | Группа E   | 52 535  |
| 1994-06-29 | 12:30       | Бельгия    | 0:1   | Саудовская Аравия | Группа F   | 52 959  |
| 1994-07-02 | 16:30       | Испания    | 3:0   | Швейцария         | 1/8 финала | 53 121  |

#### Матчи женского чемпионата мира по футболу 2003
| Дата       | Время(EST) | Ком. № 1  | Рез. | Ком. № 2         | Раунд    | Зрители |
| ---------- | ---------- | --------- | ---- | ---------------- | -------- | ------- |
| 2003-09-21 | 12:30      | США       | 3:1  | Швеция           | Группа A | 34 144  |
| 2003-09-21 | 15:15      | Бразилия  | 3:0  | Республика Корея | Группа B | 34 144  |
| 2003-09-24 | 17:09      | Норвегия  | 1:4  | Бразилия         | Группа B | 16 316  |
| 2003-09-24 | 19:45      | Франция   | 1:0  | Республика Корея | Группа B | 16 316  |
| 2003-09-27 | 12:45      | Франция   | 1:1  | Бразилия         | Группа B | 17 618  |
| 2003-09-27 | 15:30      | Аргентина | 1:6  | Германия         | Группа C | 17 618  |

### Бокс
- 22 мая 1993 года — Риддик Боу нокаутировал во втором раунде Джесси Фергюсона и отстоял свой чемпионский титул тяжеловеса по версии ВБА; Рой Джонс завоевывает вакантный чемпионский титул в средней весовой категории по версии МБФ в победе над Бернардом Хопкинсом. Посещаемость: 9000.

### Концерты
- Битлс[10]
- Роллинг Стоунс
- Аэросмит
- Боб Дилан
- Мадонна
- U2
- Пинк Флойд
- Пол Маккартни
- Металлика
- Элтон Джон
- Иглс
- ’N Sync

### Автогонки
- 21 июля 2002 года было проведено первые в Вашингтоне и округе Колумбия автогонки Национального гран-при за 80 лет[11]. Изначально был подписан контракт на ежегодное проведение мероприятия[12]. Однако контракт был расторгнут из-за жалоб местных жителей по поводу шумов и впоследствии мероприятие более не проводилось.

### Церемония благословения
- В 1997 году Мун и его супруга организовали Церемонию благословения для 30000 пар[13], включая пастора Баптистской церкви и правозащитника Эла Шарптона и его жены Кэтрин[14], где соцеремониймейстером был Луис Фаррахан из Нации ислама.

## Общепит
РФК является домом для следующих закусочных:
- Forescore Grill
- The Diamond Club
- Burrito Brothers
- Dominic’s of New York
- Stars and Stripes Brew
- Red, Hot & Blue BBQ
- AR Seafood
- Cantina Marina

## Галерея

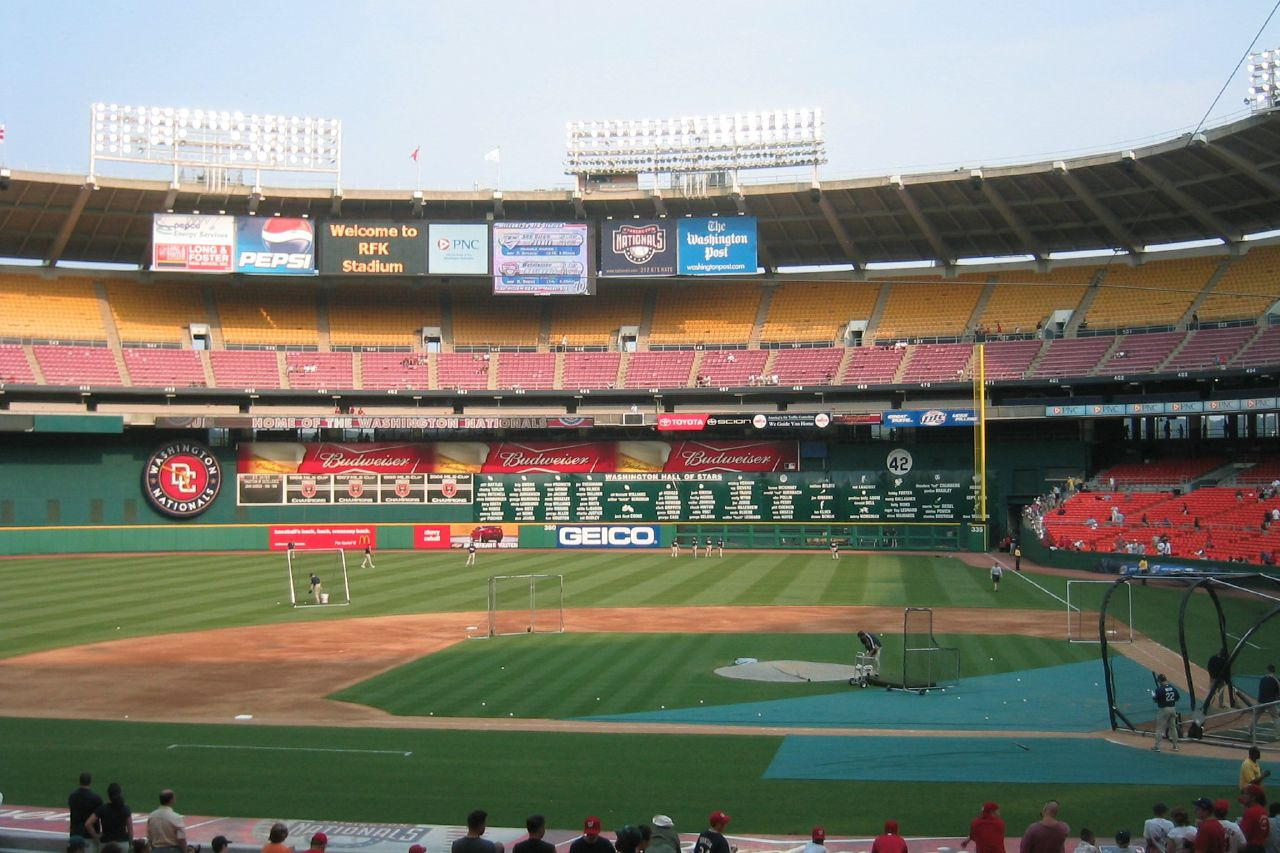
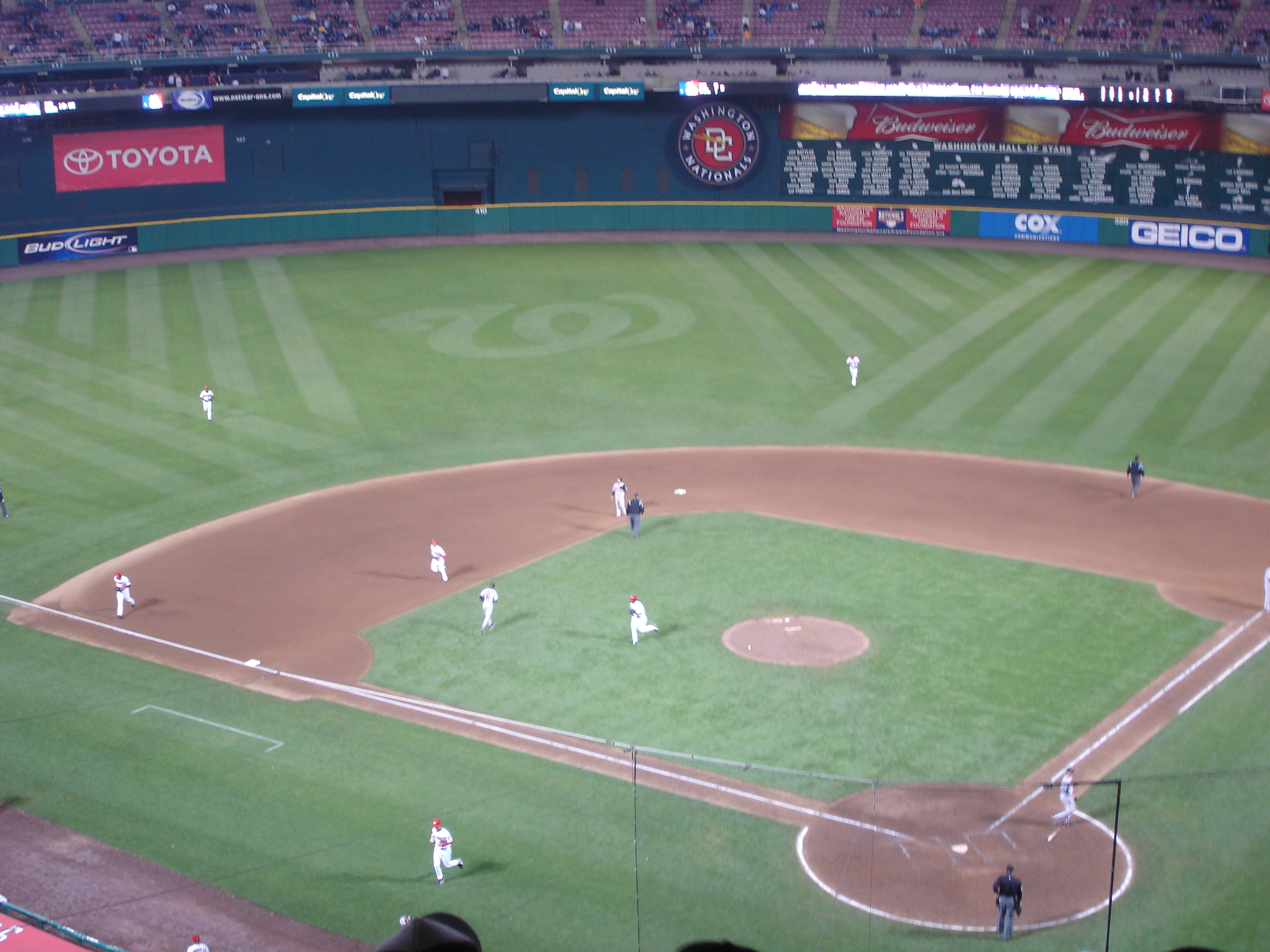
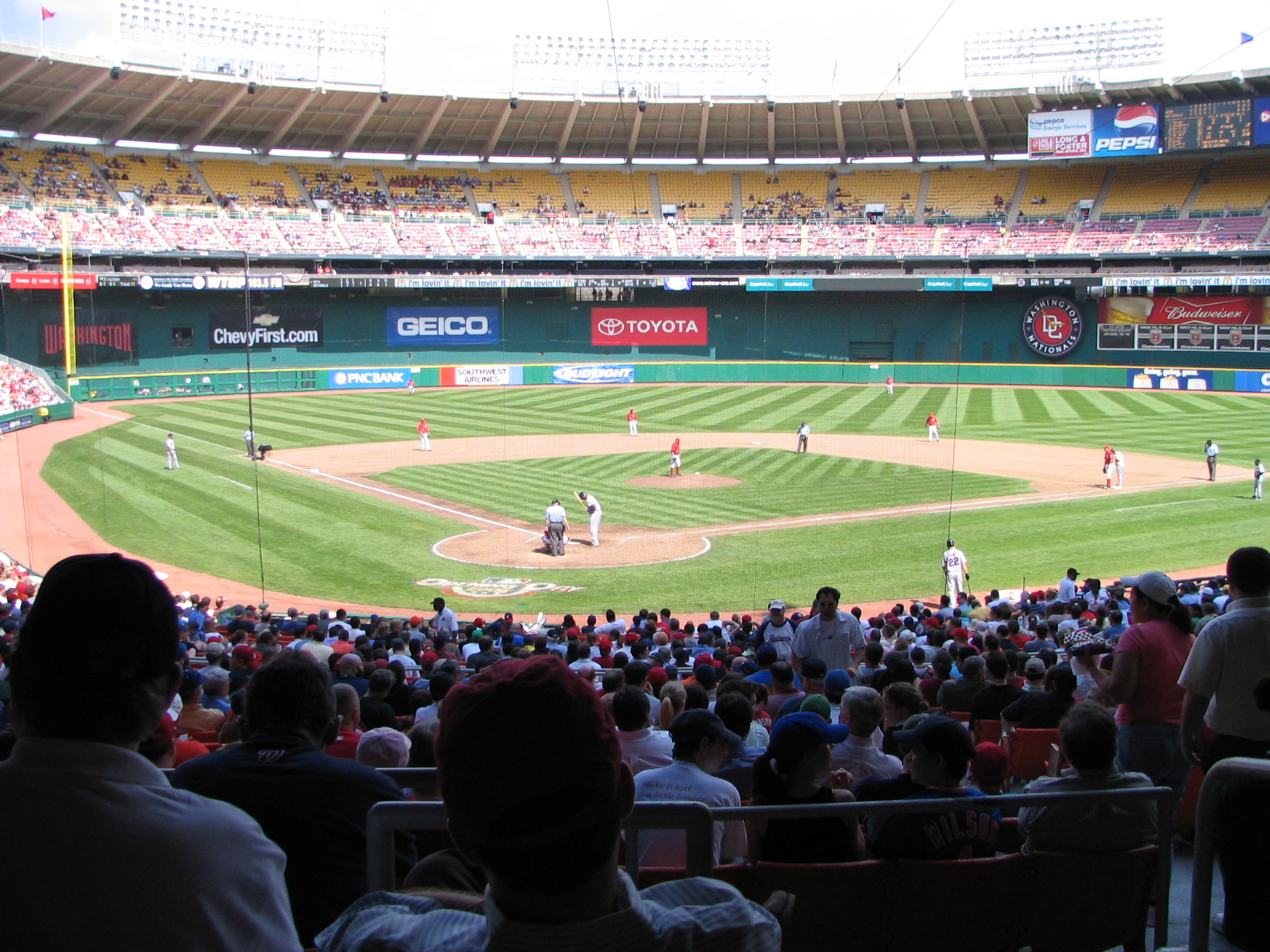
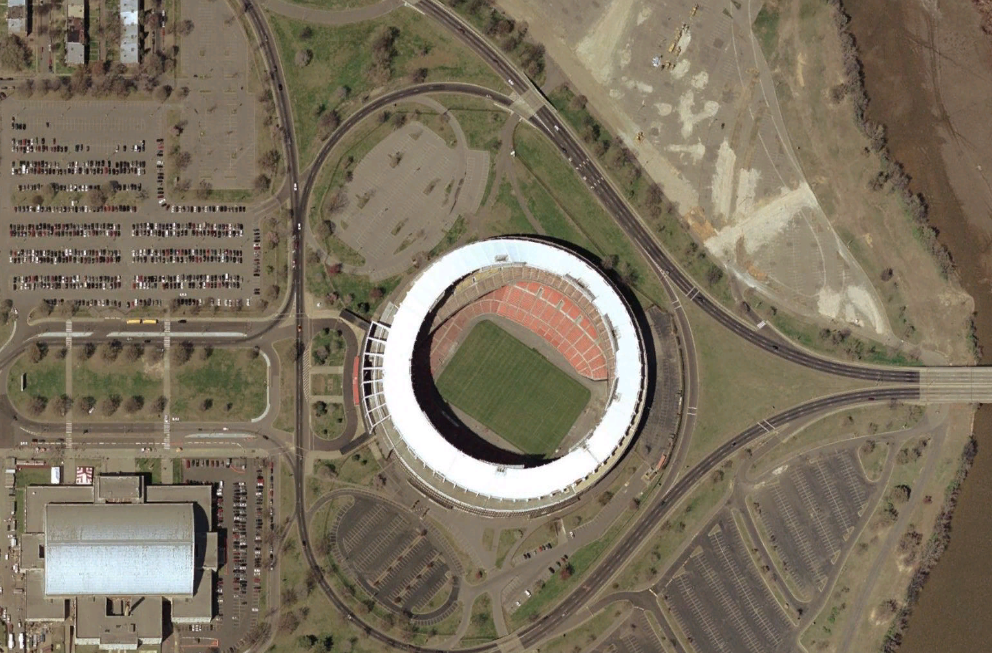
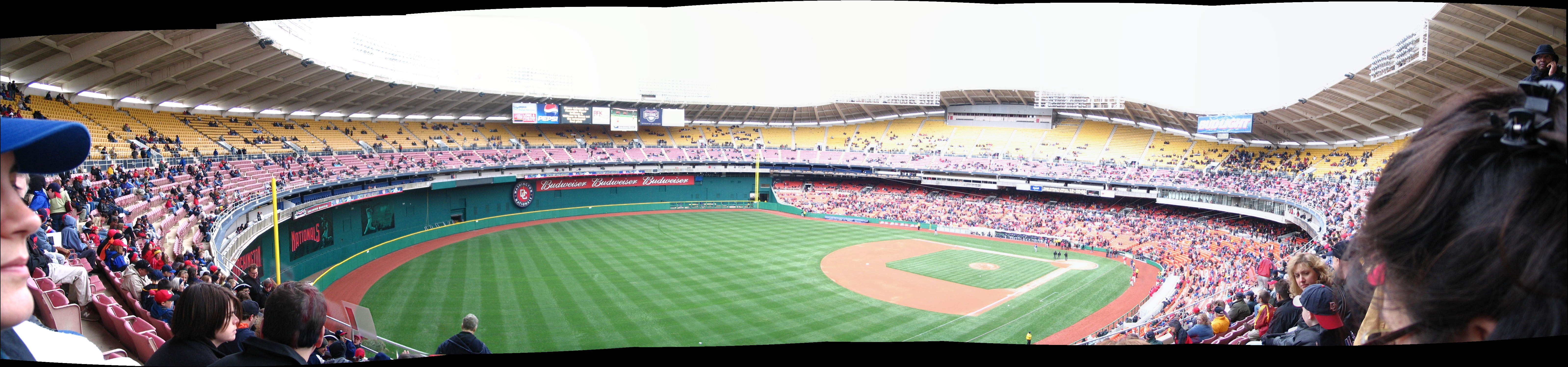
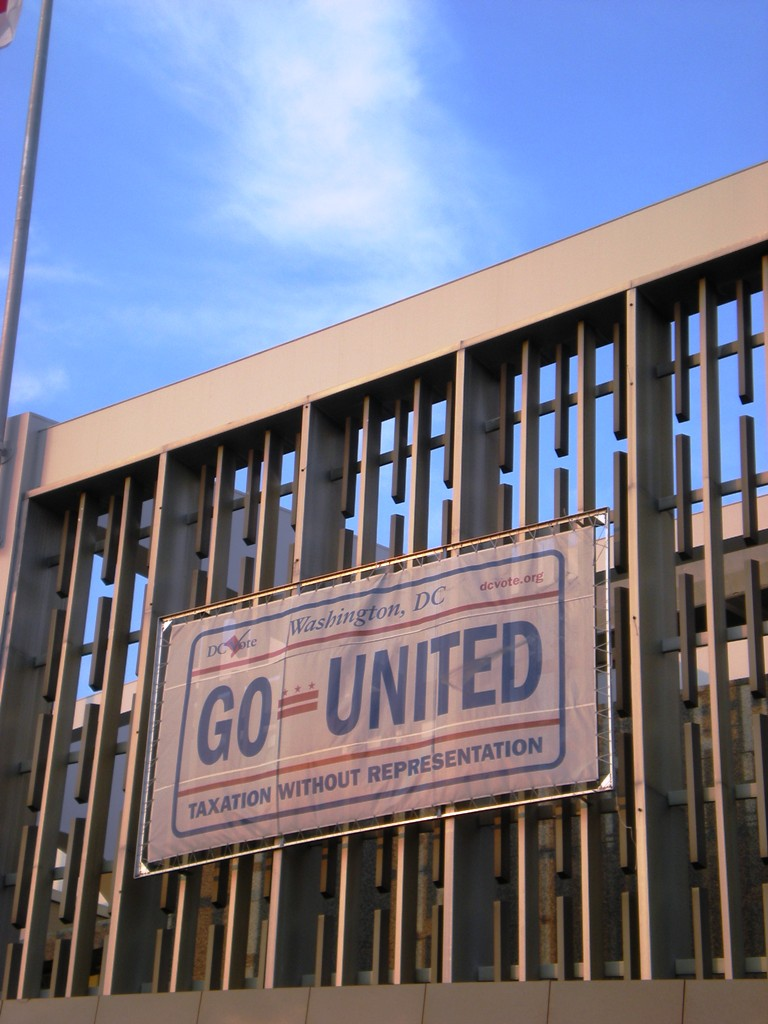